# Салтівсько-Заводська лінія
Салтівсько-Заводська лінія — четверта (перспективна) лінія Харківського метрополітену, яка також розглядається як перша черга «Кільцевої лінії». Присутня в сучасних офіційних схемах. Трасування лінії в районі Східної Салтівки передбачає наявність наземних ділянок в місці переходу через річку Немишлю.
На стадії проектування (проект розпорядження Кабінету Міністрів України «Про схвалення концепції програми будівництва та розвитку мережі метрополітенів на 2011—2020 роки») четверта лінія імовірно повинна з'єднати між собою густонаселені райони Салтівського житлового масиву і продовжитися в індустріальну зону, частково дублюючи чинний трамвайний маршрут № 26. Перша черга будівництва лінії передбачає відкриття двох пересадочних станцій, а саме «Героїв праці-2» (перехід на Салтівську лінію) та «Імені А. С. Масельського-2» (перехід на Холодногірсько-Заводську лінію), а також декількох станцій уздовж всієї лінії. Питання ще не вирішено остаточно, тому в різних джерелах цей список може різнитися.

## Історія
Спочатку планувалося побудувати відгалуження від станції «Академіка Барабашова» Салтівської лінії вздовж Ювілейного проспекту із зведенням станцій «Гвардійців Широнінців», «Проспект Тракторобудівників» та «Східна Салтівка».
Однак згідно з новим генеральним планом розвитку Харкова передбачено будівництво повноцінної лінії метрополітену крізь 602-й мікрорайон від станції «Героїв Праці» Салтівської лінії до станції «Імені О. С. Масельського» Холодногірсько-Заводської лінії. Проект був розроблений інститутом «Харківметропроект».
15 лютого 2011 року департаментом міськради було повідомлено про планування спорудження Кільцевої лінії метро.
За наявності стійкого фінансування будівництво четвертої лінії Харківського метрополітену почнеться відразу після введення в експлуатацію станцій «Державінської», «Одеської» та «Дружби народів».